# Ievguenia Setchenova
Ievguenia Ivanovna Setchenova (en russe : Евгения Ивановна Сеченова, Ievgueniia Ivanovna Setchenova ; née le 17 août 1918 à Sébastopol et morte le 25 juin 1990) est une athlète russe concourant sous les couleurs de l'URSS, spécialiste des épreuves de sprint.

## Carrière
Elle remporte les titres du 100 mètres et du 200 mètres lors des Championnats d'Europe 1946 d'Oslo, et se classe par ailleurs troisième de l'épreuve du relais 4 × 100 m.
Elle obtient trois nouvelles médailles quatre plus tard à l'occasion des Championnats d'Europe 1950 mais ne parvient pas à conserver ses titres continentaux, se classant deuxième du 100 et du 200 m derrière la Néerlandaise Fanny Blankers-Koen.

### Palmarès
| Date | Compétition           | Lieu      | Résultat | Performance |
| ---- | --------------------- | --------- | -------- | ----------- |
| 1946 | Championnats d'Europe | Oslo      | 1re      | 100 m       |
| 1946 | Championnats d'Europe | Oslo      | 1re      | 200 m       |
| 1946 | Championnats d'Europe | Oslo      | 3e       | 4 × 100 m   |
| 1950 | Championnats d'Europe | Bruxelles | 2e       | 100 m       |
| 1950 | Championnats d'Europe | Bruxelles | 2e       | 200 m       |
| 1950 | Championnats d'Europe | Bruxelles | 3e       | 4 × 100 m   |
| 1952 | Jeux olympiques       | Helsinki  | 4e       | 4 × 100 m   |

### Records
| Épreuve | Performance | Lieu | Date |
| ------- | ----------- | ---- | ---- |
| 100 m   | 11 s 8      |      | 1951 |
| 200 m   | 24 s 7      |      | 1951 |